# 羊衜 (呉)
羊 衜（よう どう、211年 - ?）は、中国三国時代の呉の武将・政治家。字は不明。荊州南陽郡の人。羊茝とも呼ばれる。

## 生涯
弁論の才能を持ち、人物眼にも優れた。黄武4年（225年）、蜀漢の使者の費禕が来訪したとき、呉側で論争を挑んだ人物の1人として名を上げた。
黄龍元年（229年）、孫登が皇太子になると、その賓客になった。翌年、20歳で太子中庶子に昇進した。魏の隠蕃という人物が帰順してくると、朱拠や郝普など多くの人物が彼を賞賛したが、羊衜は彼と付き合おうとしなかった。やがて隠蕃が間諜であったことが判明した。
胡綜が孫登の命を受けて太子の属官たちについて報告したとき、その中で諸葛恪・顧譚・謝景・范慎の4人をたいへん賞賛した。しかし、羊衜は胡綜の見解に反論して「元遜（諸葛恪）は才能があるくせに、そそっかしい。子黙（顧譚）は頭がいいが、残忍だ。叔発（謝景）は弁は立つが、浮ついている。孝敬（范慎）は深い道理が分かりますが、度量が小さい」と言い、この4名を過大評価したものとみなした。このため諸葛恪らに冷遇された（一方、後の人が羊衜の結論に賛同していた）。その後、庶民出身の李衡らの人材を見出して孫権に推挙した。
赤烏2年（239年）、公孫淵が魏の司馬懿の攻撃を受けると、孫権に援軍を求める使者を派遣した。呉の人々はみなその使者を斬ろうとしたが、ひとり羊衜だけは援軍を送り、魏を攻撃するよう提案した。孫権は羊衜の意見を聞き入れた。羊衜は鄭冑・孫怡とともに援軍として遼東に派遣され、魏の将の張持や高慮を破って、その男女を捕虜として帰国した（遼隧の戦い）。後に始興太守に昇進した。
赤烏5年（242年）、滕胤に手紙を送り、南海太守の鍾離牧を高く評価し功績を称えた。孫権は息子と大臣たちとの往来を禁止した後、羊衜がそのことについて進言した。後に羊衜は桂陽太守に転出し、在官のまま死去した。